# 마즈마촌
마즈마촌(真妻村)은 와카야마현 히다카군에 있던 촌이다. 현재의 이나미정 북서단에 해당한다.

## 역사
- 1889년 4월 1일 - 정촌제 시행에 의해 10촌의 구역을 가지고 성립하였다.
- 1956년 9월 30일 - 가와나카촌과 합병해 나카쓰촌이 성립하여, 동일 마즈마촌은 폐지되었다.

## 참고문헌
- 角川日本地名大辞典 30 和歌山県